# Babelsberg
Toelichting bij de kaart in het kader: Babelsberg is rechtsonder (groen) op de kaart gesitueerd, wijken 51 t/m 53.
Babelsberg is het grootste stadsdeel van de Duitse stad Potsdam, Brandenburg. Tot 1939 was Babelsberg een zelfstandige stad waarna het een deel van Potsdam werd. De plaats is bekend als mediaplaats. De oudste filmstudio ter wereld, het filmpark, de Hochschule für Film und Fernsehen Potsdam en het Babelsberger Filmgymnasium bevinden zich in de stad. Ook zendt de RBB onder andere vanuit Babelsberg uit. De voetbalclub SV Babelsberg 03 is de enige club uit Potsdam die op een nationaal niveau speelt.

## Geschiedenis
In 1751 werd door koning Frederik II van Pruisen een kolonie gesticht waar veel ingeweken Boheemse wevers kwamen wonen. Zij noemden de nederzetting Nová Ves wat Tsjechisch is voor nieuw dorp. Dit verbasterde later tot Nowawes. In 1904 werd Nowawes één gemeente met het dorpje Neuendorf. In 1924 kreeg Nowawes stadsrechten en in 1938 fuseerde de stad met Neubabelsberg, een villadorp dat aan het einde van de negentiende eeuw opgetrokken was, tot de nieuwe stad Babelsberg. De Boheemse benaming Nowawes werd door de NSDAP uit het stadsbeeld verdrongen. Amper een jaar later, op 1 april 1939 moest de stad zijn zelfstandigheid al opgeven en werd het een stadsdeel van Potsdam. Babelsberg grenst aan West-Berlijn waardoor ook een deel van de Berlijnse Muur op het grondgebied van Babelsberg lag.